# Gyáli úti székesfővárosi kislakásos bérházak
A Gyáli úti székesfővárosi kislakásos bérházak, vagy a közbeszédben „Nyolcház” egy nagy méretű, több házból álló lakótömb Budapest IX. kerületében a Gyáli út mentén.

## Története
A telep 1909–1910-ben épült Bárczy István kislakás- és iskolaépítési programja keretében a Budapesti Honvéd Helyőrségi Kórház (ma: Merényi Gusztáv Kórház) közvetlen szomszédságában a mai Gyáli út – Osztag utca – Réce utca – Füleki utca által határolt területen. 
A telek mindegyik oldalán 2-2 épület épült, dísztelen, modern kivitelezéssel. A téglalap alakú telek két végén, a Gyáli úti és a Réce utcai oldalon rövidebb, az Osztag utcai és a Füleki utcai oldalon hosszabb házak épültek. Az épületek terveit Orczy Gyula készítette. Az épületek közötti térségben napjainkban játszótér működik.
Az Osztag utca túlsó oldalára (Osztag utca 25/a-b.) ugyanebben az időben, a Bárczy-program alapján két részből álló iskola is épült, amelyet Löllbach Kálmán tervezett.
Érdekesség, hogy „Nyolcház”-nak nevezték a Kerepesi úti MÁV tisztviselői lakóházak telepét is.

## Képtár

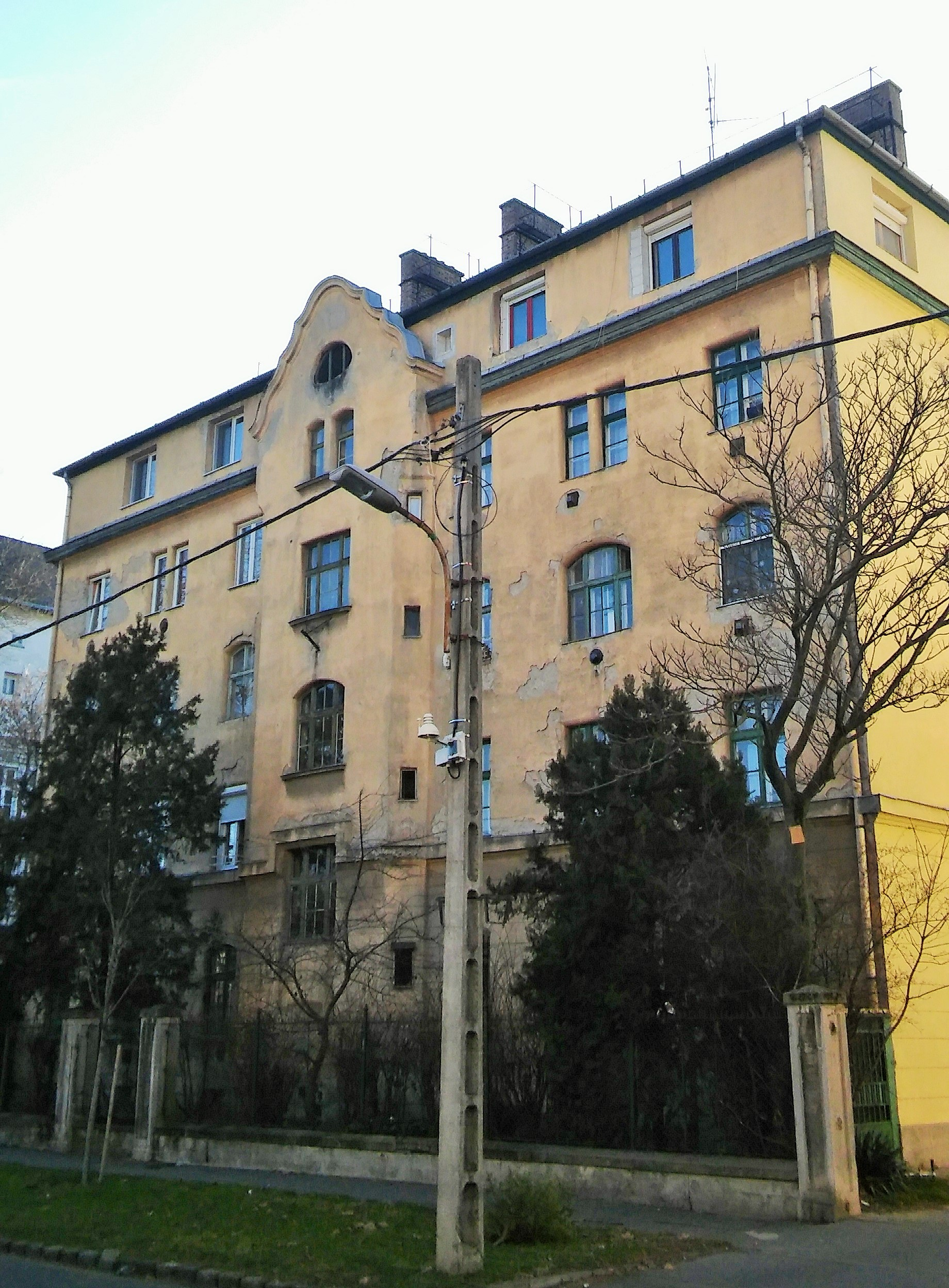
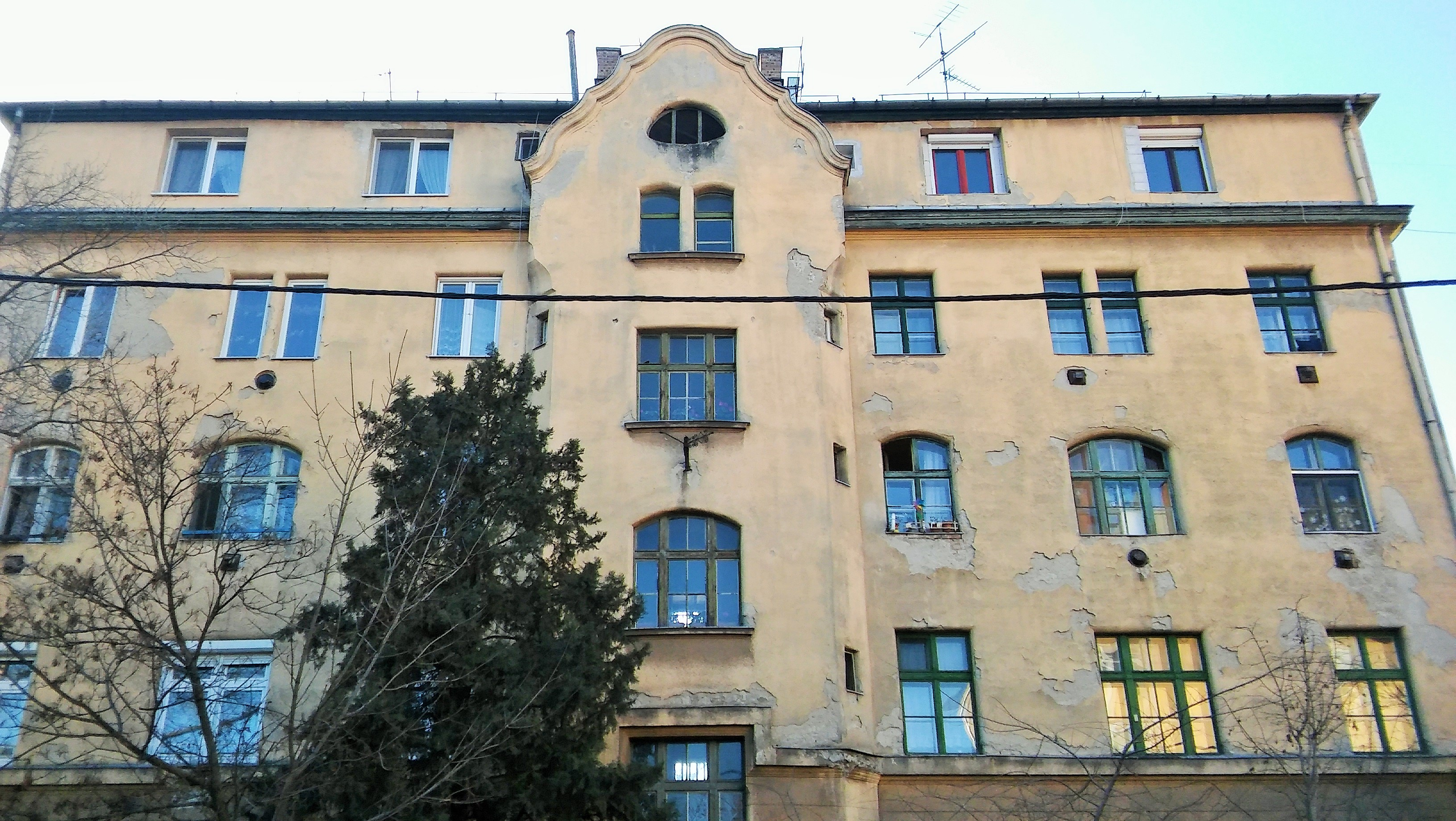
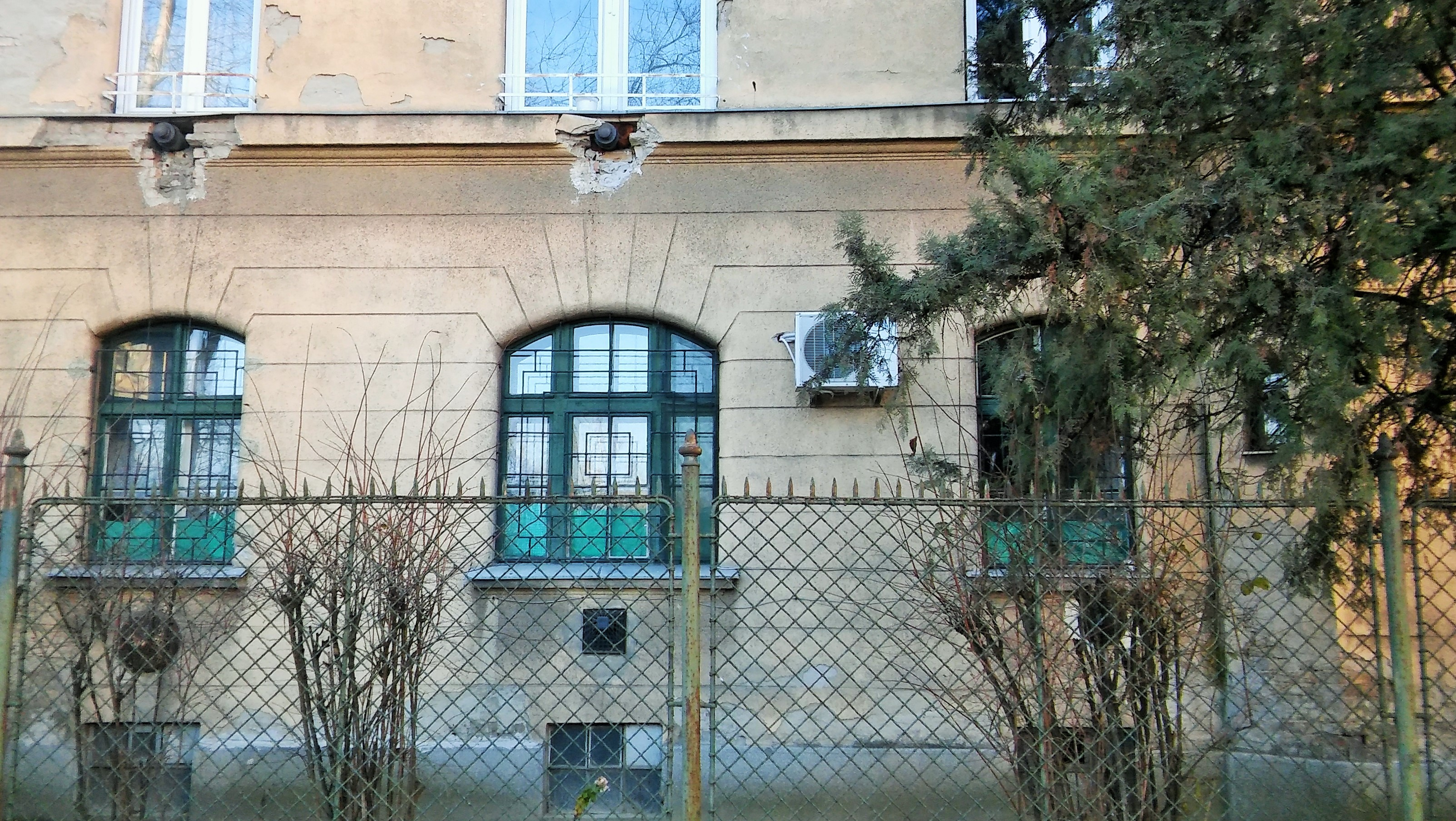
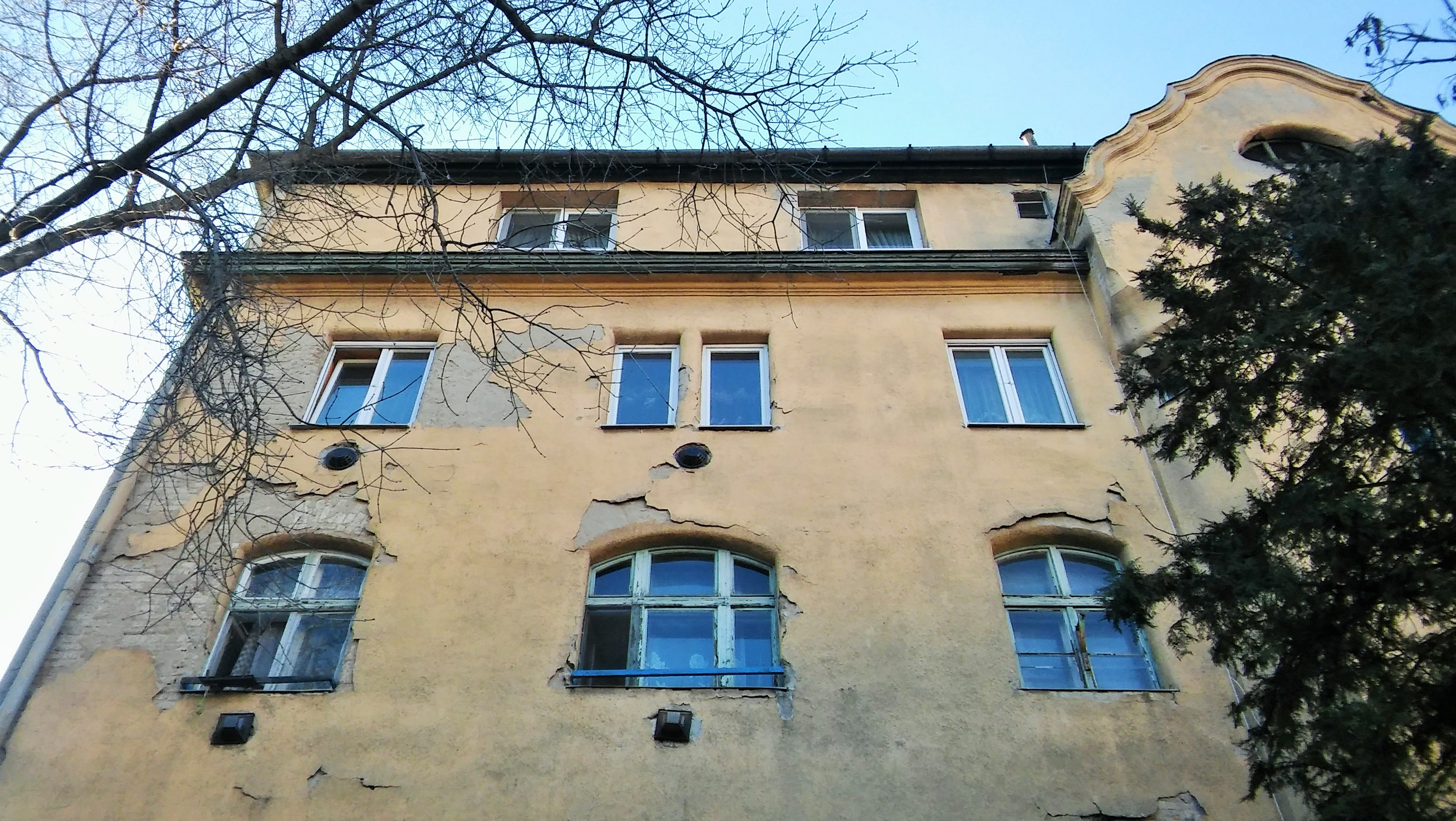
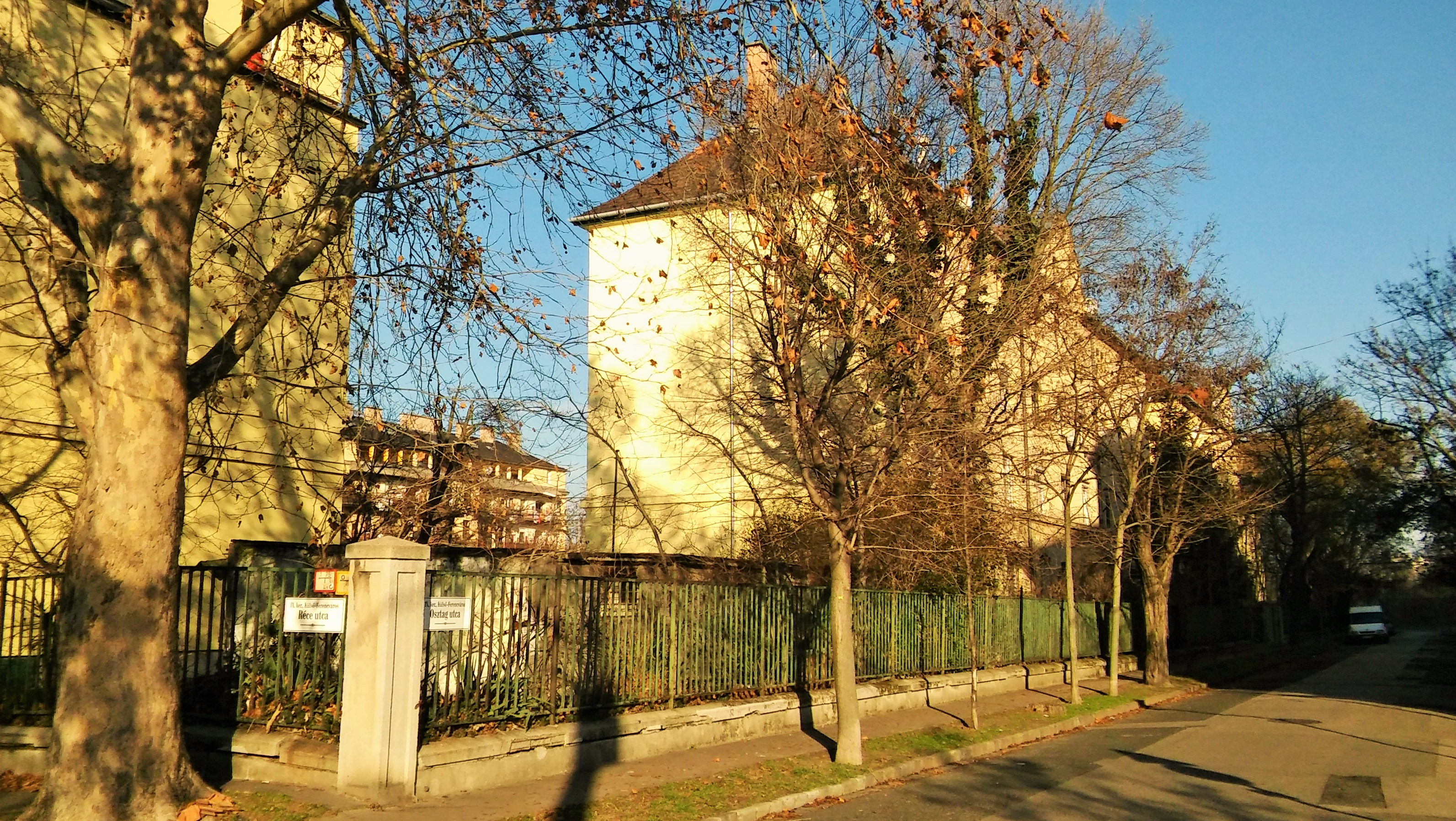